# منتخب إسكتلندا تحت 19 سنة لكرة القدم
منتخب اسكتلندا تحت 19 سنة لكرة القدم (بالإنجليزية: Scotland national under-19 football team)‏ هو ممثل اسكتلندا الرسمي في المنافسات الدولية في كرة القدم في فئة كرة قدم للرجال تحت 19 سنة، يديريه اتحاد اسكتلندا لكرة القدم.